# Daniel Brélaz

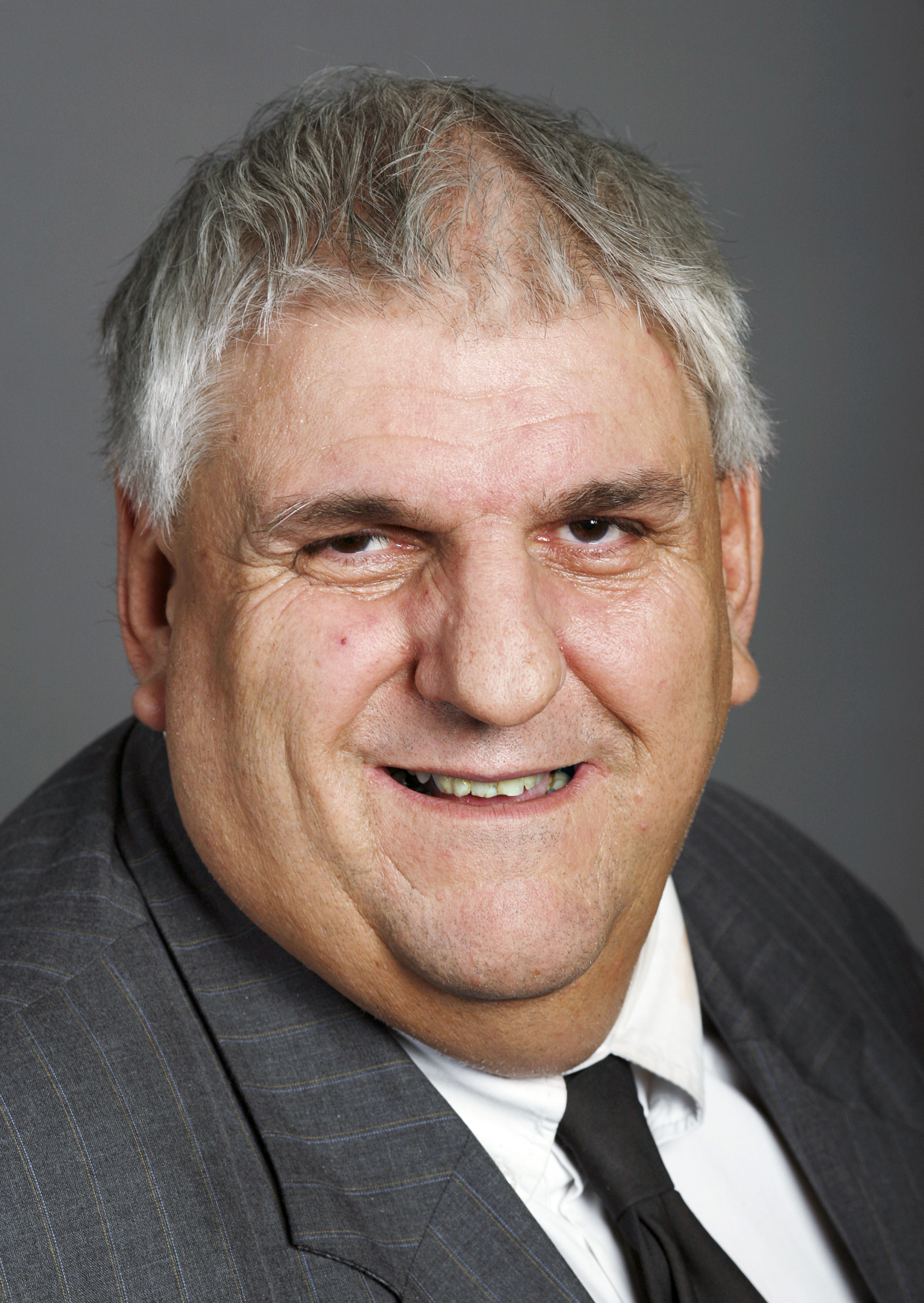
Daniel Brélaz (2007)

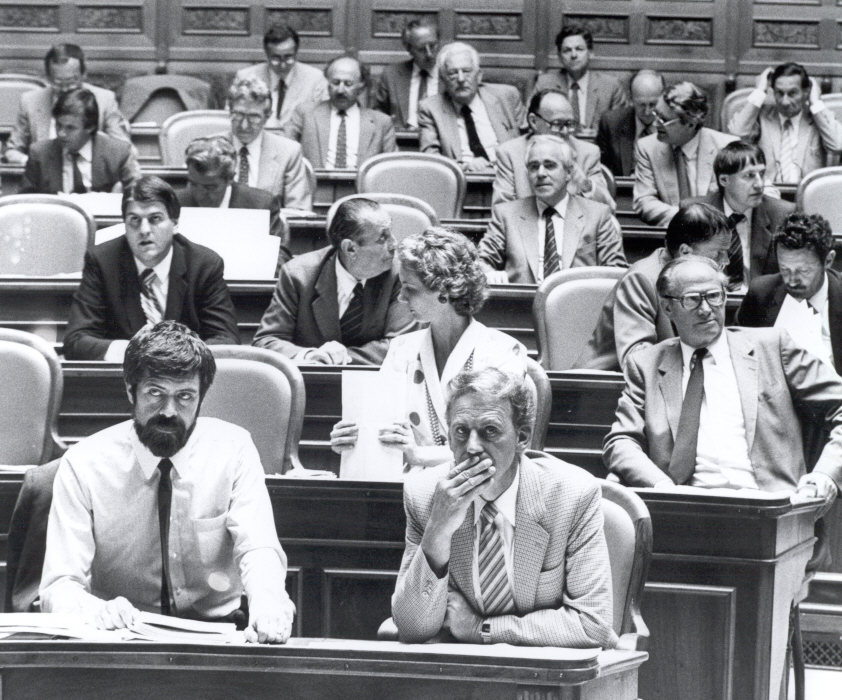
Daniel Brélaz 1982 (links, mit dunklem Jackett)

Daniel Brélaz (* 4. Januar 1950 in Lausanne; heimatberechtigt in Lutry) ist ein Schweizer Politiker (Grüne).

## Biografie
Brélaz stieg früh in die Politik ein. Nach dem Abschluss seines Mathematikstudiums 1975 an der École polytechnique fédérale de Lausanne arbeitete er neben seinem politischen Engagement beim Groupement pour la protection de l’environnement als Mathematiklehrer. 1978 schaffte er den Sprung ins Waadtländische Kantonsparlament, und 1979 wurde er – als weltweit erster Grüner – in ein nationales Parlament gewählt. Bis 1989 war er im Nationalrat tätig. Von 1982 bis 1983 war er nochmals im Waadtländer Kantonsparlament vertreten.
1989 wurde in den Lausanner Stadtrat (Exekutive) gewählt. Schliesslich wurde er im Jahre 2001 zum Lausanner Stadtpräsidenten (Syndic) gewählt und 2006 bereits im ersten Wahlgang wiedergewählt. Gleichzeitig übte er das Amt des städtischen Finanzdirektors aus. 2016 trat er als Stadtpräsident zurück.
Von 2007 bis 2011 sass er erneut im Nationalrat. Nach einer Pause ist er seit 2015 wieder im Nationalrat vertreten. Nach erfolgreicher Wiederwahl 2019 gab er bekannt, dass er im März 2022 zurücktreten wird. Sein designierter Nachfolger ist der Waadtländer Kantonsparlamentarier Raphaël Mahaim.
Daniel Brélaz ist verheiratet und Vater eines Sohnes. In der Westschweiz wird er wegen seiner Grösse und seinem Gewicht oft als géant vert («grüner Riese») bezeichnet. Er trägt als Markenzeichen oft eine Katzenkrawatte.

## Publikationen
- L’avenir est plus que jamais notre affaire: l’impact des grandes disruptions. Favre, Lausanne 2019, ISBN 978-2-8289-1803-3.